# Landkirche (Gotland)
Die mittelalterlichen Landkirchen auf der schwedischen Insel Gotland sind Steinkirchen, die durch kriegerische und andere zerstörende Einwirkungen kaum verändert worden sind. Sie entstanden während einer Periode von etwa 200 Jahren und ähneln sich in vielerlei Hinsicht.

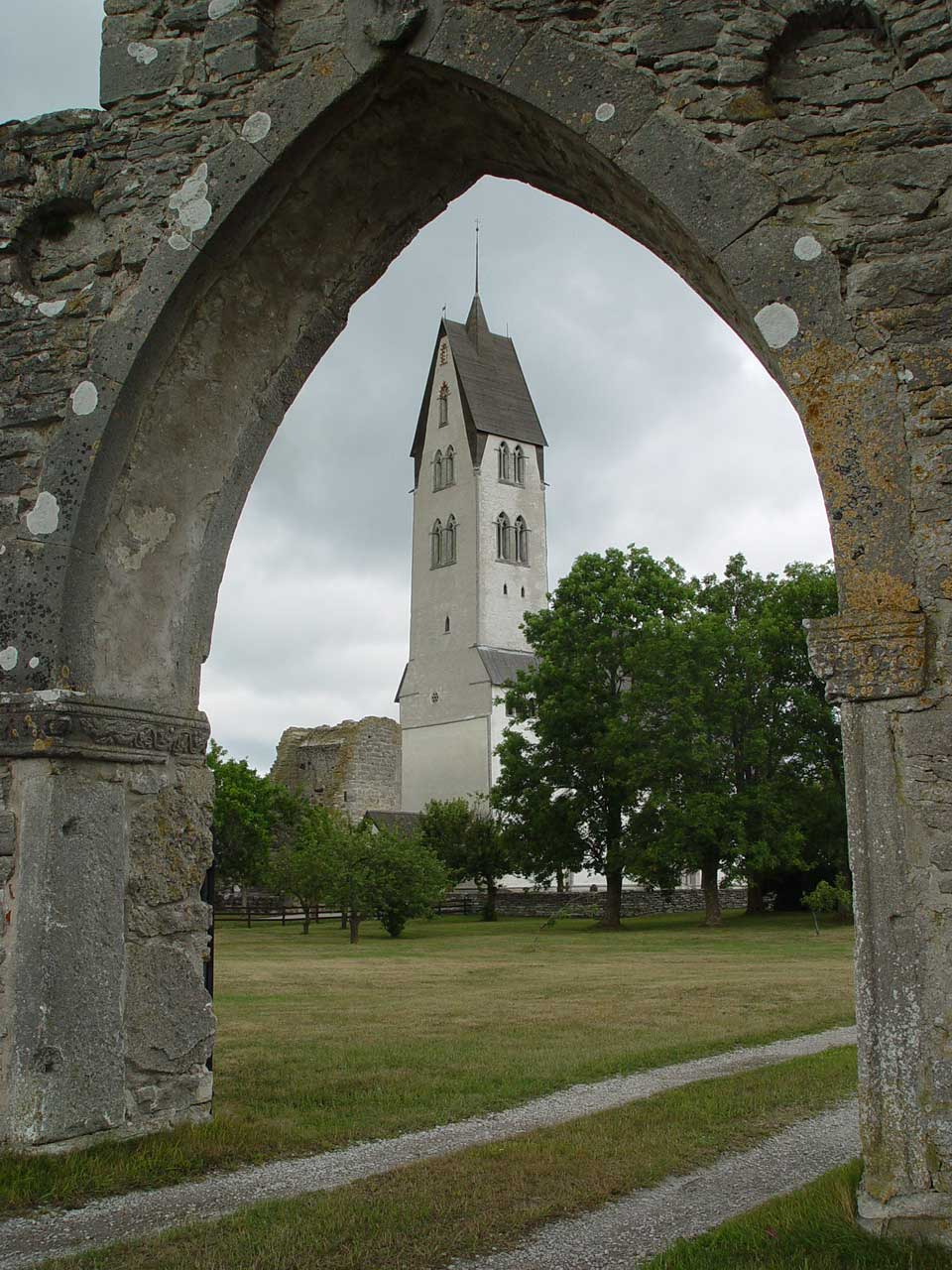
Gothem, durch das Portal des mittelalterlichen Pfarrhofes gesehen

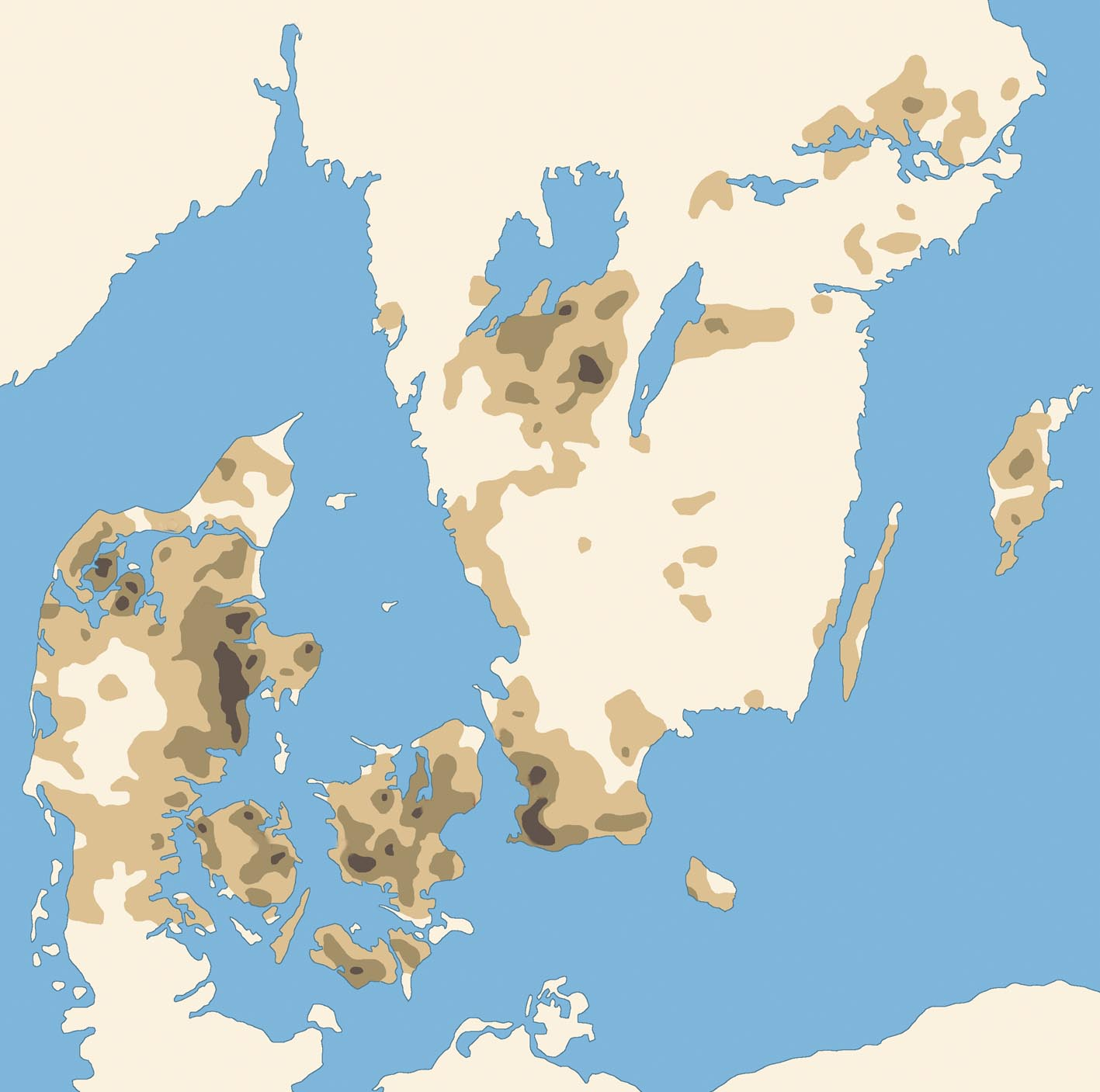
Dichte frühmittelalterlicher Landkirchen in Dänemark und Südschweden. Die verschiedenen graubraunen Farbtöne bezeichnen die durchschnittlichen Abstände: dunkel unter 2,5 km, mittel 2,5–5 km und hell 5–7,5 km.

Zurzeit gibt es auf Gotland 95 genutzte Kirchen, von denen 92 aus dem Mittelalter stammen. Von den mindestens 17 verfallenen oder zerstörten Kirchen befinden sich 13 im Hauptort Visby. Die ältesten erhaltenen Kirchengebäude sind die in der Gutasaga erwähnten Asylkirchen von Atlingbo, Fardhem und Stenkyrka.

## Geschichte der Landkirchen auf Gotland

### Holzkirchen
Von den Holzkirchen aus der Anfangszeit des Christentums auf Gotland ist keine erhalten geblieben. Es waren entweder Stab- oder Bohlenkonstruktionen. Bei Restaurierungsarbeiten an der Kirche von Hemse wurden im Jahr 1896 große Teile einer Stabkirche aus der Zeit um 1100 entdeckt, deren Westteil im Historischen Museum in Stockholm wiederaufgebaut wurde. Die Gutasage berichtet auch davon, dass die erste Kirche, die Botair aus Akebäck bei Kulstäde errichtete, niedergebrannt wurde. Die Reste einer Stabkirche aus dem naheliegenden Eke wurden dendrochronologisch in denselben Zeitraum datiert. Ebenfalls bei Restaurierungsarbeiten wurde das Fundament einer Stabkirche unter der Kirche von Silte gefunden. Obwohl keine Holzreste mehr vorhanden waren, konnte das gesamte Fundament mitsamt der steinernen Drainage freigelegt werden. Auf der Innenseite der Kirche wurden kleinere Kalksteinplatten und auf der Außenseite größere Steine verwendet. Außerdem konnten unter dem Putz des heutigen steinernen Chores, auf der Seite des Langhauses, Spuren des Daches der Vorgängerkirche freigelegt werden. Darüber hinaus sind Reste von Holzkirchen noch bei den Kirchen in Guldrupe und Sproge gefunden worden.

### Romanische Kirchen (1150–1250)

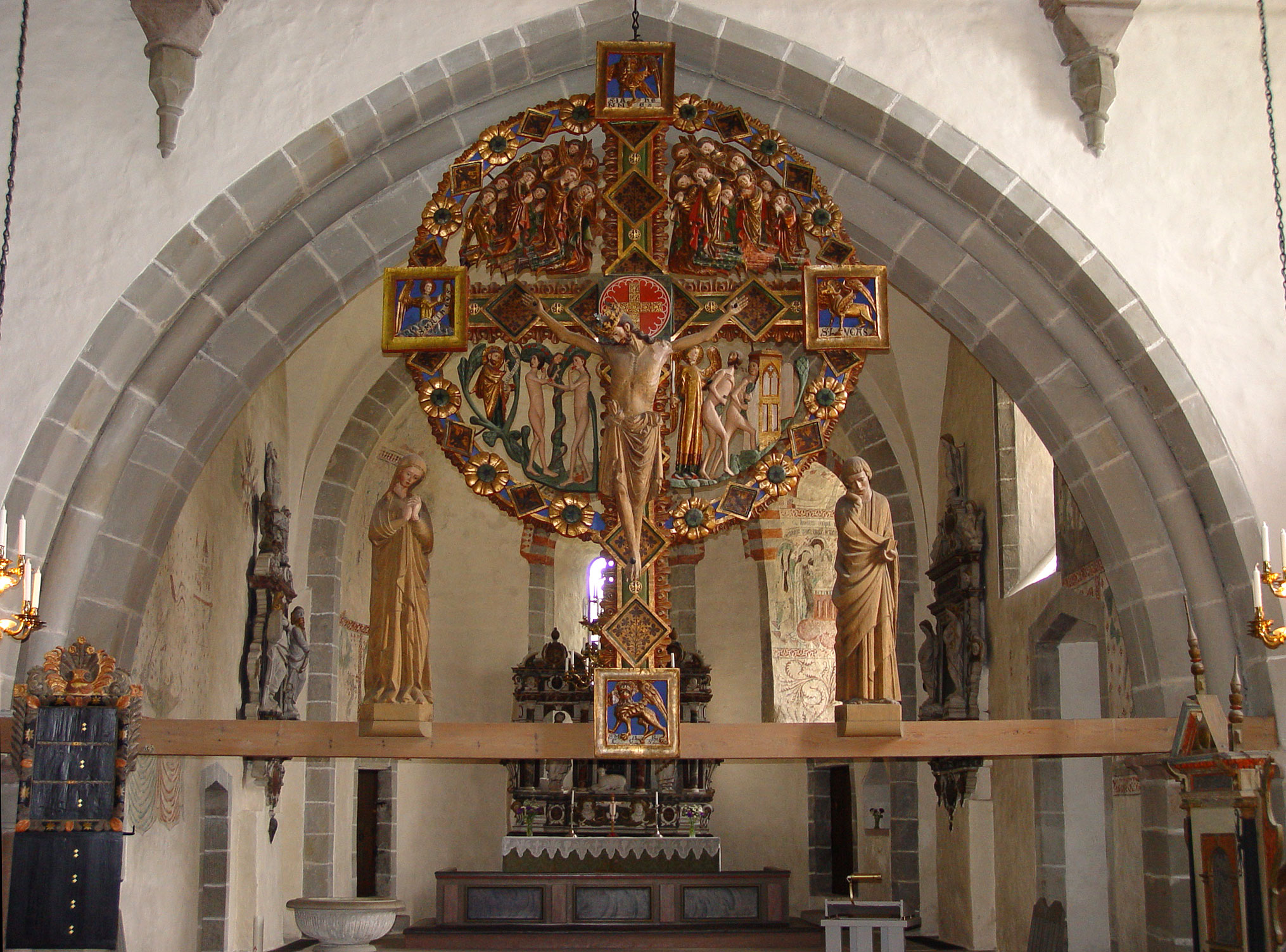
Triumphkreuz und Madonna (links) in der Kirche von Öja, Gotland

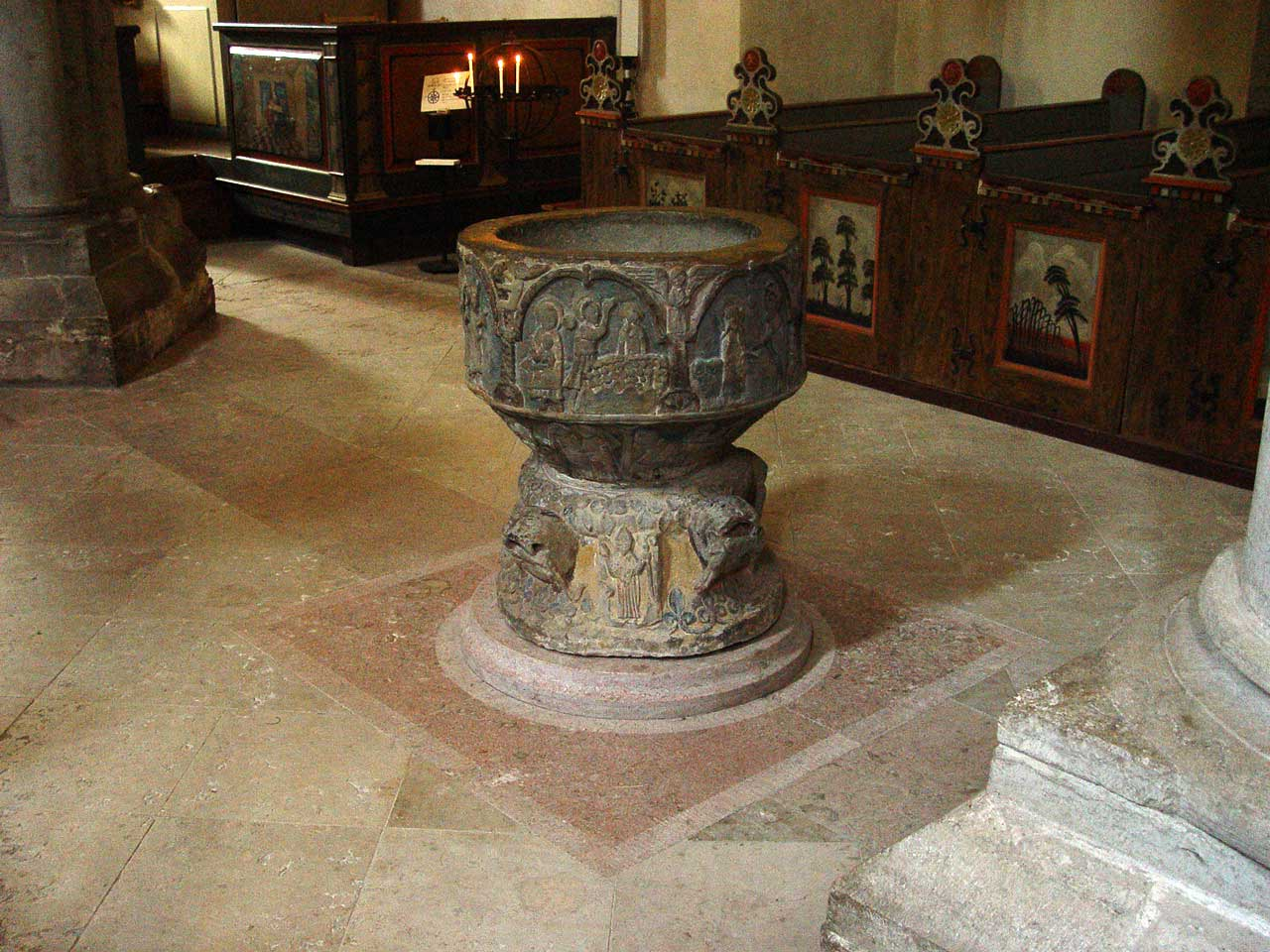
Taufstein des 12. Jahrhunderts aus der Kirche von Stenkyrka

Gegen Ende des 11. Jahrhunderts wurde damit begonnen, einen Teil der Holzkirchen durch Steinkirchen zu ersetzen. Aufgrund der unterschiedlichen Geologie der Insel und der leichten Abbaubarkeit des Gesteins verwendete man als Baumaterial überwiegend Kalkstein und im Süden Sandstein. Die ältesten romanischen Kirchen haben sockellose Wände und undekorierte Portale. Später folgen geschlagene, beinahe fugenlos verlegte Quader, profilierte Sockel und Säulenportale. Die Rundbogenfriese enden am Dachfuß. Die Eingänge von Langhaus und Chor liegen im Süden. Die Architektur ist nordisch geprägt; der Dombau von Lund war offenkundig beispielgebend. Ab 1164 n. Chr. zeigen sich die Einflüsse des einheimischen Zisterzienserklosters von Roma, die dekorative Ausschmückung verliert sich. Der gerade Chorabschluss kommt statt der Apsis auf, und die Dreifenstergruppe geht letztlich in Spitzbögen über. Die ältesten Kirchenmalereien vermitteln byzantinische Eindrücke. Später kommen schwedische oder französische Einflüsse zur Geltung. Die zeitgenössische Steinplastik ist aufgrund der Rohmaterialnähe besonders in den Taufsteinen vertreten, die auch ein bedeutsamer Exportartikel Gotlands waren und über die Hafenstädte der südlichen Ostseeküste nach Norddeutschland gelangten. Die verschiedenen Werkstätten prägten das Bild, ohne dass man die Mehrzahl der Künstler kennt. Ein Hegwald gilt als der frühe Meister der Steinmetzkunst auf Gotland. Ein Merkmal der Epoche sind auch die Triumphkreuze, die sich als Importe aus Frankreich deutlich von der lokalen Steinplastik abheben. Darunter ragen das Kreuz von Öja und die Madonna von Viklau heraus.

### Gotische Kirchen (1250–1400)
Im 13. Jahrhundert begann man damit, die meisten älteren romanischen Kirchen dem gotischen Stil entsprechend umzubauen. Häufig endete dies bei der Umgestaltung des Chorbereichs. Das kann durch die Pest in der Mitte des 13. Jahrhunderts, den Bürgerkrieg der Bauern gegen Visby von 1288 oder Waldemar Atterdags Plünderung von 1361, aber auch durch andere Gründe verursacht sein. Zum Ideal wurde der kurze, breite Kirchenraum mit vier, von einem Pfeiler im Langhaus getragenen, Gewölben. Größere Kirchen hatten bis zu vier Pfeiler, die mit den seitlichen Mauern neun Gewölbe trugen. In Lau sind es sogar sechs Pfeiler und zwölf Gewölbe. Oft waren die Kirchen allerdings zweischiffig. Der apsislose Chor wurde breiter und mit drei sehr schlanken Fenstern versehen. Die Türme der Kirchen erhöhten sich, hatten große Schallöffnungen und elegante Galerien.
Die Südseite blieb die Eingangsseite und wurde durch Verzierungen, vor allem an den Chorportalen, geschmückt. Kolonnetten, Akanthusmalerei, Figurenschmuck am Kapitellband und reliefgeschmückte Tympanonsteine prägen das Bild. Das spitze Giebelfeld (Wimperg genannt), in dem oft die Auferstehung oder Christus als Weltherrscher als Relief erscheint, reicht mitunter bis zum Dach. Auf die Geschlechtertrennung beim Gottesdienst weist das einfach gehaltene Nordportal, der mitunter von einer älteren Kirche stammende Fraueneingang. Die Wände sind mit Bildfolgen oder zwölf Konsekrationskreuzen bemalt. Die Gewölbe und Decken schmücken Ranken und Figuren. Im Triumphbogen und als Triumphkreuze sind keltenkreuzartige Ringkreuze dargestellt, wie sie heute noch bei Mittsommerfeiern üblich sind. Ein anderes Element sind die noch weitgehend erhaltenen, teils noch byzantinisch geprägten mittelalterlichen Glasmalereien.
Die Einflüsse auf die Landkirchen gingen im Übergangszeitraum zwischen Romanik und Gotik von dem eng mit dem Rheinland und mit Westfalen verbundenen Visby aus, wo in dieser Zeit viele Kirchen entstanden, die den westdeutschen Kunststil nach Gotland brachten, der in den Landkirchen seine nordische Sonderausformung erhielt. Die gotische Architektur des Kirchenbaus von Visby erreichte das Land aber nicht vollständig. Noch im 14. Jahrhundert baute der „Meister Egypticus“ Kirchen (Grötlingbo, Hablingbo, Väte), die trotz gotischer Spitzbogen den schwereren romanischen Baulinien huldigen und zum Höhepunkt der Inselarchitektur gehören. Der auch Kontragotik genannte Stil ist ebenfalls auf dem Kontinent spürbar.

### Spätmittelalterliche Kirchen (1400–1530)
Während der dänischen Herrschaft über die Insel verarmte die Kirchenkunst. Neubauten entstanden nicht mehr. Umbauten wurden mehr schlecht als recht zu Ende geführt. Der Innenschmuck wurde künstlerisch einfacher, aber pathetischer und ausdrucksstärker. Der „Passionsmeister“ genannte unbekannte Künstler oder seine Werkstatt erstellt viele der Werke, darunter die Darstellung des Jüngsten Gerichts in der Kirche von Lummelunda. Aber auch avanciertere Künstler wie der „Othemsmeister“ (Kirchen von Othem und Fide), der „Unionsmeister“ (Kirche von Barlingbo) und ein an den mittelschwedischen Künstler Albertus Pictor erinnernder Meister (Kirche von Öja) sind vertreten. Die in dieser Zeit entstehenden Flügelaltäre sind eindeutig norddeutsche Importe. Noch 1521 erhielt die Kirche von Linde einen Altar aus Lübeck geschenkt. Einzigartig aus dieser Zeit ist die Reiterstatue Ivar Axelsson Totts, die in der Johanneskirche stand und heute in Gotlands Fornsal in Visby steht.

### Gotländische Besonderheit
Von 94 Landkirchen auf Gotland haben acht ein dreischiffiges, 37 ein zweischiffiges und 49 ein einschiffiges Langhaus. Mit einem Anteil der zweischiffigen Kirchen von mehr als einem Drittel weist Gotland eine einmalige Häufung dieser ansonsten eher seltenen Bauform auf.

### Protestantische Kirchen
Die Reformation brachte kaum Veränderungen, da die verwirrenden kirchlichen Verhältnisse keine neuen gefestigten Vorstellungen initiierten. Erst als Gotland Ende des 16. Jahrhunderts ein eigenes Stift wurde, machte sich eine neue Entwicklung bei der Kircheneinrichtung bemerkbar. Herausragend waren die Kanzeln, deren älteste (von 1548) in der Kirche von Grötlingbo erhalten blieb. Weitere finden sich in Alskog (1586), Fide (1587), Björke (1594), Rone (1595), Fröjel (1600?) und Martebo. An Kanzel und Baldachin vollzog sich bis in die Mitte des 18. Jahrhunderts die entscheidende künstliche Gestaltung, bei der die Walnusskanzel des norddeutschen Barock für die einheimischen Künstler zum Vorbild wurde. Auch die Kirchenbänke bzw. die Spiegel der Banktüren werden nun gestaltet. Der Kirchenraum wurde auf die evangelische Liturgie umgestaltet. Auch die Flügel der Altäre verarmten künstlerisch zu Texttafeln mit Bibelzitaten. Ab 1630 verbreiteten sich die skulptierten und bemalten Sandsteinaltäre von Burgsvik über die Insel. Davon sind noch 40 erhalten, die aber zumeist aus der künstlerisch abfallenden Spätzeit stammen. Der in Visby ansässige Stadtmaler Johan Bartsch und sein gleichnamiger Sohn schufen im ausgehenden 17. Jahrhundert zahlreiche Altarbilder. Die künstlerische Eigenständigkeit Gotlands verlor sich nach dem Anschluss an Schweden im Jahre 1645 immer mehr. Im 17. Jahrhundert endete die Gewölbemalerei und wurde zur Plafondmalerei. Die Architektur blieb von der Veränderung nahezu unberührt. Der Vergrößerung der Gemeinden durch den Bevölkerungszuwachs im 18. und 19. Jahrhundert begegnete man durch Lettnerbauten im westlichen Teil des Langhauses. Auf dem Lettner fanden die Orgeln ihren Platz.

## Entwicklungen vom 11. bis 14. Jahrhundert
- Stabkirche
- Stabkirche mit Chor und Apsis (aus Stein)
- romanische Steinkirche mit Apsis
- romanische Steinkirche mit Apsis und Turm (im Westen)
- Umbauten verschiedener Art
  - neuer Chor
  - Verlängerung des Langhauses und neuer Chor
  - romanischer Neubau und final gotischer Turm
  - Abriss des romanischen und Bau eines gotischen Turms
- Vollendung der gotischen Kirche

### Kurischer und byzantinischer Einfluss auf Gotland
Byzantinische Einflüsse auf Gotland sind während der ersten Phase des nordischen Mittelalters, das 1050 n. Chr. begann, nicht übermittelt. Die Kultur Gotlands unterschied sich jedoch bis zur Mitte des 13. Jahrhunderts deutlich von der der übrigen Ostseeanrainer, einschließlich der der Schweden, wo noch lange Zeit die heidnischen Sväerkönige herrschten. Das weiterhin selbständige Gotland war ihnen vermutlich bereits ab dem 9. Jahrhundert tributpflichtig.
Laut Sagenübermittlung und spärlichen anderen Hinweisen versuchten schwedische Herrscher, wie Ivar Vidfamne und Harald Hildetand, bereits seit dem 7. Jahrhundert in Kurland im Baltikum Fuß zu fassen, scheiterten aber immer wieder. In seiner „Vita sancti Anscharii“ von 876 erwähnt Rimbert, ein Schüler des Bischofs Ansgar von Bremen, Kämpfe zwischen Wikingern und Kuren im Jahre 855. Der Warägerfürst Rurik ließ sich 862 in Nowgorod nieder, das schnell ein wichtiger Handelsplatz wurde. Thietmar von Merseburg erwähnt bereits im Jahre 1016 St. Peter als Kirche für die westlichen Kaufleute.
Einen Markstein stellen die von Lothar III. im Jahre 1134 erteilten Privilegien der Gotländer für den Handel mit den Sachsen und die Mitte desselben Jahrhunderts vollzogene Vereinigung mit Schweden dar.
Als Lesefunde, in Depots oder in Gräbern zeigen sich auf Gotland einige kurisch-baltische Einflüsse. Kurische Waffen und Schmuckstücke des 10. Jahrhunderts gelangten nach Gotland. Belegt sind Schwerter, Fibeln und Ziernadeln. Man fand Utensilien, wie sie ansonsten in der Umgebung von Klaipėda und Kretinga vorkamen. Ein Grab in Hugleifs belegt die Anwesenheit von Kuren auf der Insel. Diese Funde deuten mehr als nur Handelsbeziehungen zum Baltikum an. Unter den Utensilien aus dem 11. und 12. Jahrhundert sind es dann insbesondere die Kreuzanhänger und Enkolpien, die byzantinischen Mustern folgen.
Der Legende nach soll die Insel zwar 1029 durch den norwegischen König Olav den Heiligen gewaltsam zum Christentum bekehrt worden sein. Aber noch um 1100 war das Christentum wohl erst in Ansätzen etabliert. Christliche Sitten und Gebräuche verbreiteten sich, und Bohlen- sowie Stabkirchen wurden in Hemse und Silte (hier sind Reste erhalten) sowie in Eke, Guldrupe und Sproge offensichtlich von heimischen Handwerkern errichtet.
Die ersten Steinkirchen entstanden in Garde und Källunge, wenig später in Atlingbo, Fardhem und Stenkyrka. Im Kirchenbau des frühen 12. Jahrhunderts treten an vielen Stellen Apsiden als Chorabschluss auf. Sie scheinen auf byzantinische Einflüsse zurückzugehen und wurden teilweise noch während des Jahrhunderts, mehrheitlich aber in der Folgezeit mit Erscheinen der Gotik bei Chorumbauten nahezu durchgängig beseitigt. Die dabei entstandene spezielle Umbauform, bei der der neuerrichtete Chor höher als das Langhaus ist, wird hier Sattelkirche (Alskog, Burs, Follingbo, Garde, Lye) genannt, obwohl der Begriff in der mitteleuropäischen Architektur anders belegt ist.
In den Details zeigen insbesondere die Kirchen von Garde und Källunge deutlich byzantinischen Einfluss, die in den Arbeiten des unbekannten Meisters kumulieren, der in der Historie den Namen Byzantios erhielt. Taufbecken und Kalkmalereien im byzantinischen Stil sind zwar nicht zu datieren, stammen aber offenbar aus seiner Hand oder der des Semi-Byzantios. Andere Einflussrichtungen treten hinzu und verdrängen das kurzzeitige Engagement der Kirche von Byzanz nachhaltig. Der bereits 1145 erfolgte Abschluss des Baus des Domes von Lund brachte Meister wie Hegwald, Majestatis und Sighraf nach Gotland. Ihre Werke unterscheiden sich fundamental von der älteren zeitgenössischen einheimischen Holzplastik und den byzantinischen Arbeiten. 1164 übernahm das Zisterzienserkloster Roma die Hegemonie auf der Insel, und damit erloschen alle Einflüsse der Ostkirche.

## Kirchenruinen

### Überblick
Besonders beachtenswert sind die Kirchenruinen (schwed. ödekyrka) von Bara im Kirchspiel Hörsne, Elinghem im Kirchspiel Hangvar und Gann im Kirchspiel Lärbro, die alle aus dem 13. Jahrhundert stammen und zumeist bereits im 17. Jahrhundert aufgegeben wurden. Sie haben wenige Umbauten erfahren und vermitteln wegen fehlender Eingriffe in die Architektur den Eindruck ihrer Bauzeit.

### Bara
Die Kirche von Bara scheint zur Mitte des 16. Jahrhunderts zerstört gewesen zu sein. Die Ruine besteht aus einem quadratischen, gerade abschließenden Chor und einem rechteckigen Langhaus, auf dessen westlichem Teil, wie bei der Kirche von Anga, der Turm sitzt. Der gesamte Baukörper scheint zur Mitte des 13. Jahrhunderts in einem Zug aufgeführt worden zu sein. Die längliche Halle des Schiffes mit der Mittelsäule ist im unteren Teil erhalten. Vom Chorgewölbe und den Gewölbefeldern des Schiffes war soviel erhalten, dass sie als Zeltgewölbe bestimmt werden konnten. Das Chorportal ist gut bewahrt. Die Kielbogenkontur der Tympanonscheibe ist ungewöhnlich, kommt aber auch in Östergarn, Tofta und Sanda vor. Die übrigen Portale sind fast gänzlich zerstört. 1923 wurde eine umfassende Konservierung der Ruine unter der Leitung des Architekten Sven Brandel durchgeführt.

Ödekyrkan
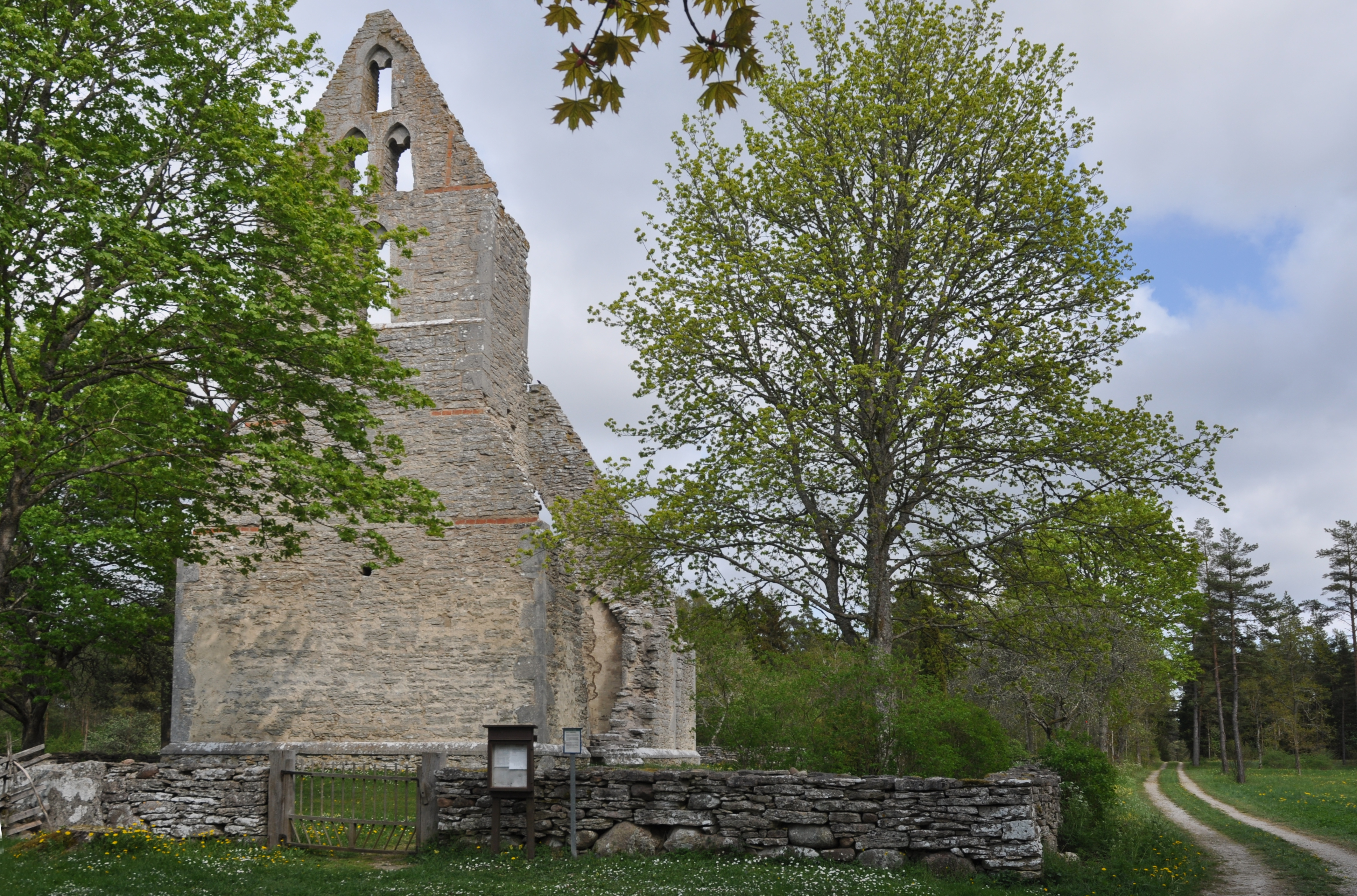
Kirchenruine von Bara
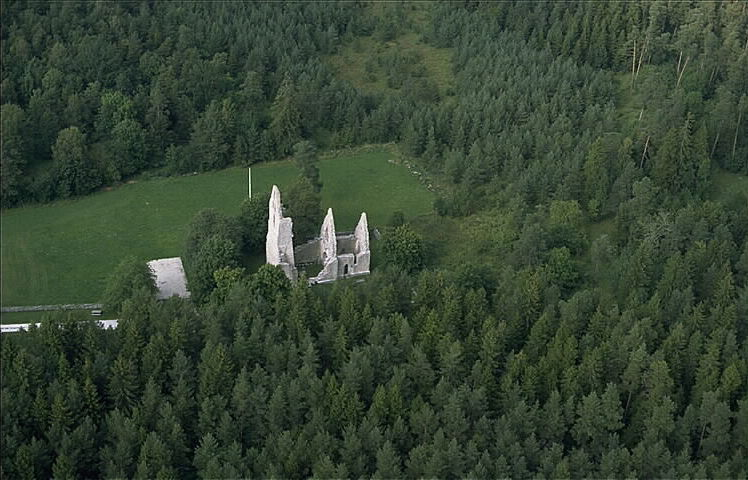
Kirchenruine von Bara
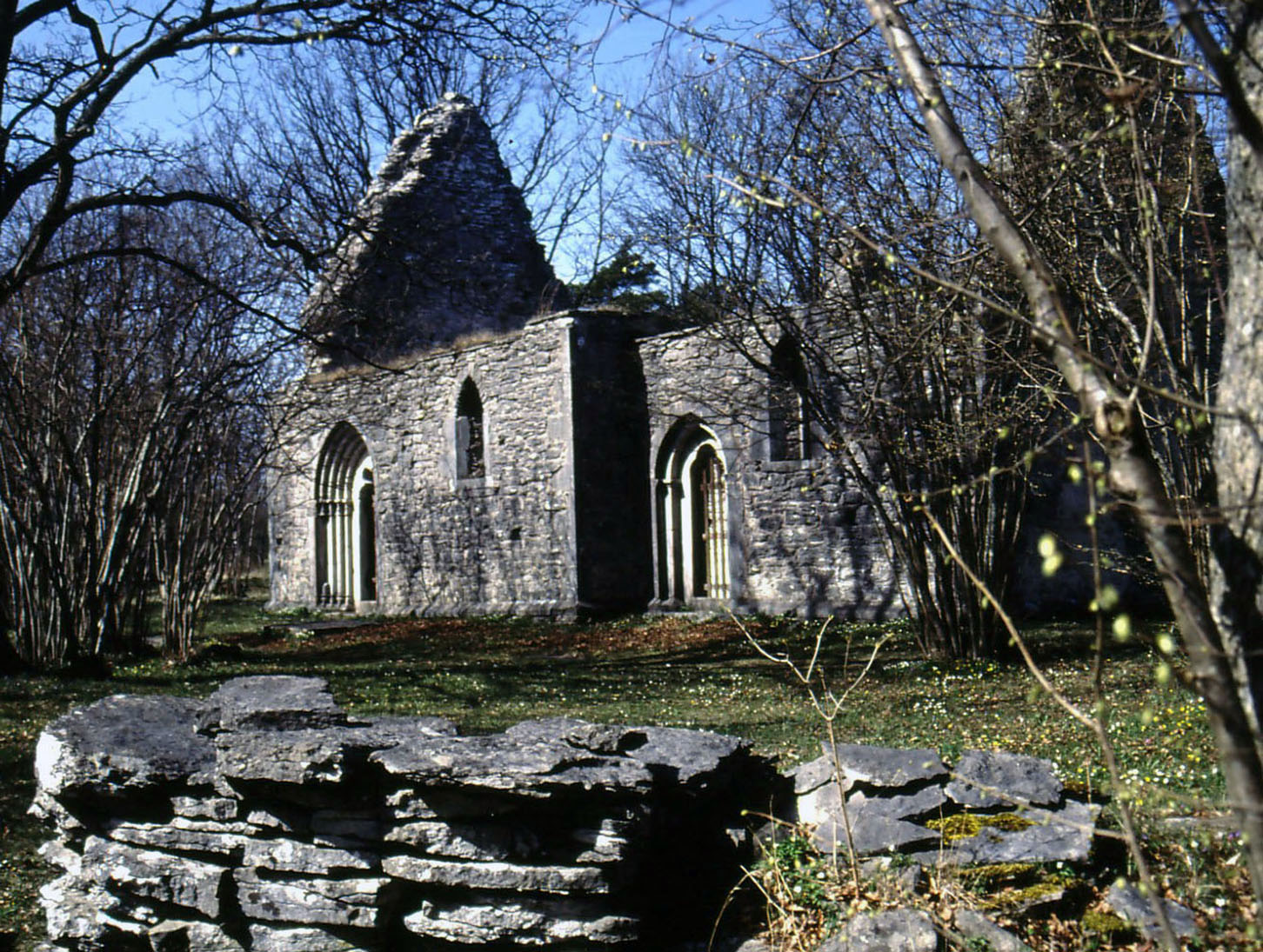
Kirchenruine von Elinghem
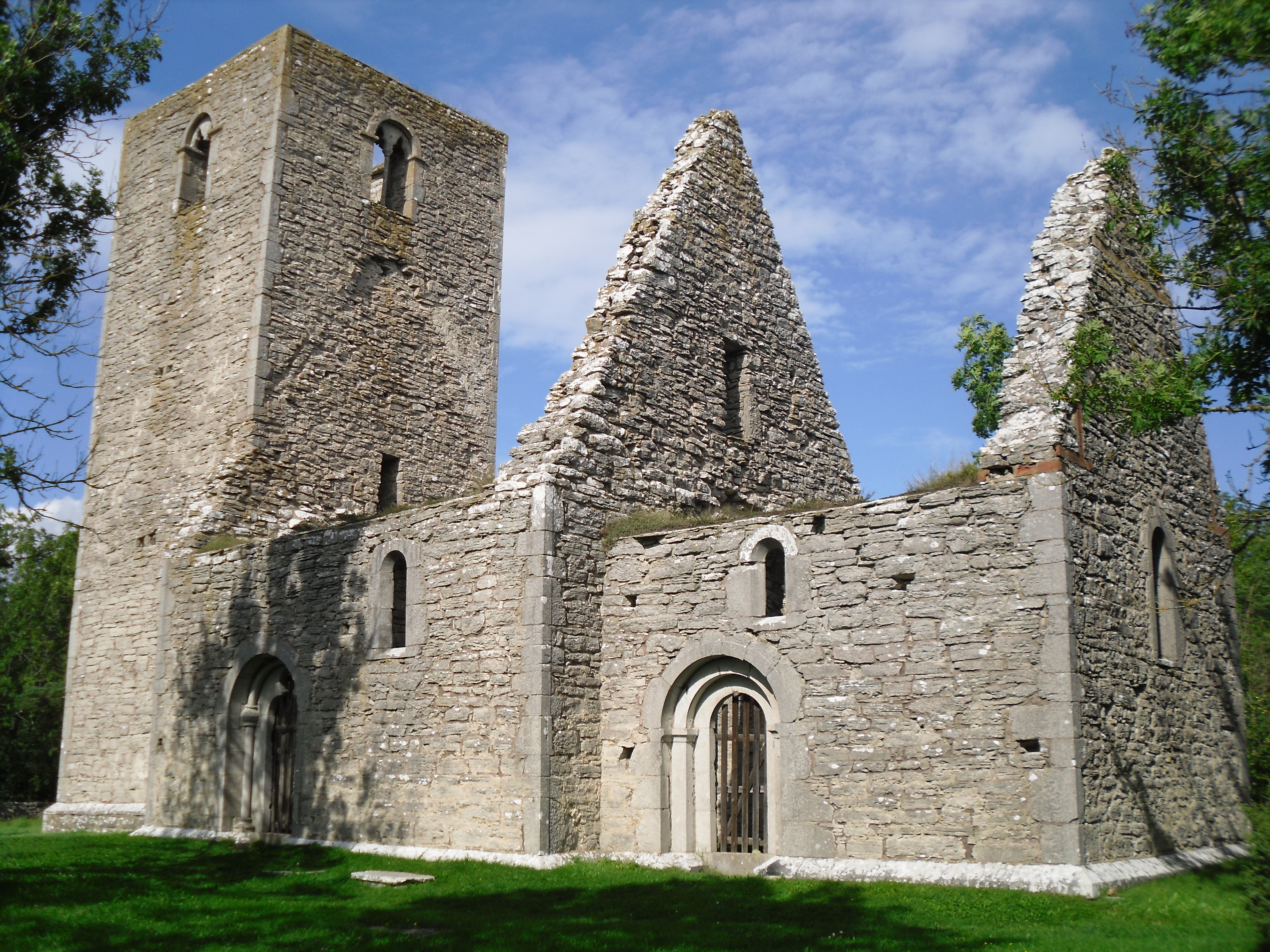
Kirchenruine von Gann

### Elinghem
Eine früh aufgegebene Kirche scheint Elinghem zu sein, deren Zerstörung im Jahre 1601 erwähnt wird. 1680 wird die Kirche, die aus der Mitte des 13. Jahrhunderts stammen dürfte, bereits als „lange verfallen“ bezeichnet. Die Ruine liegt auf einer Wiese und ist von einer zwei Meter breiten und 125 Meter langen ringförmigen Mauer mit Durchlässen im Nordosten sowie Südosten umgeben. Möglicherweise handelt es sich hierbei um eine vorgeschichtliche Burg (schwed. fornborg). Sie hat einen quadratischen Chor und ein rechteckiges Langhaus, jedoch keinen Turm. Der Außenputz der Süd- und Westwand ist gut erhalten. Ein niedriger abgeschrägter Sockel läuft um die ganze Kirche. Eine Schwelle in der Eingangstür verweist auf die bereits vorzeitliche Sitte, den sakralen vom profanen Raum durch eine steinerne Barriere zu trennen. Von der Inneneinrichtung ist der in die Kopfwand integrierte Altar aus Kalkstein erhalten. Die zerbrochene Taufe wurde anlässlich einer Restaurierung und Konservierung der Ruine im Jahre 1920 zusammengefügt und steht auf einen hohen Sockel im Langhaus.

### Gann
Die Kirchenruine von Gann dürfte auf eine zeitgleich erbaute Kirche zurückgehen, die nur wenig später als Elinghem aufgegeben wurde, hat aber bereits einen Turm. Ein Sockel wie der in Elinghem umläuft die Kirche und, etwas höher gearbeitet, auch den später errichteten Turm. Die Mittelsäule der einst vier Gewölbe wurde 1673 nach Fleringe verbracht, was den Einsturz zur Folge hatte. Der Chor bestand aus einem Tonnen- und einem Zeltgewölbeteil. Eine Restaurierung und Konservierung der Ruine erfolgte im Jahre 1920. Ungewöhnlich sind die Kapitelle am Südportal, und beachtenswert ist die ornamentale Kalkmalerei auf dem Triumphbogen.

### Weitere Kirchenruinen
Die Kirchenruine südlich der Kirche von Ardre im Kirchspiel Ardre ist als Gunfiauns Kapelle bekannt.
Auf Fårö bei Gamle hamn befindet sich die Ruine der St.-Olofs-Kirche, von der nur die Grundmauern erhalten sind.
Bei Sankt Olofsholm befindet sich eine Kirchenruine.
Die Kirche des Klosters Roma ist als Ruine erhalten.
Eine größere Anzahl von Kirchenruinen befindet sich in Visby.